# Albanello Bianco
Albanello Bianco ist eine Weißweinsorte, die in der italienischen Region Sizilien kultiviert wird. Im Allgemeinen wird sie zu einem guten Dessertwein im Stil eines Marsala verarbeitet. Dieser Wein ist von beeindruckender Langlebigkeit. Ihr Anbau ist in den Freien Gemeindekonsortien  Caltanissetta und Enna empfohlen und in Syrakus erlaubt. Zu Anfang der 1990er Jahre lag die bestockte Rebfläche bei 238 Hektar.
Siehe auch die Artikel Weinbau in Italien sowie die Liste von Rebsorten.

## Synonyme
Die Rebsorte Albanello Bianco ist auch unter 14 weiteren Namen bekannt: Alablanca, Albanella, Albanello Bianco, Albanello Bianco di Siracusa, Albanello di Siracusa, Alvanella, Alvanello, Arnina Bianca, Arvanella, Arvina, Avvina, Claretta, Fumisi und Fumusa bekannt.

## Ampelographische Sortenmerkmale
In der Ampelographie wird der Habitus folgendermaßen beschrieben:
- Die Triebspitze ist offen. Sie ist weißwollig behaart.
- Die mittelgroßen Blätter sind fünflappig (siehe auch den Artikel Blattform).
- Die konus- bis walzenförmige Traube ist mittelgroß und recht dichtbeerig. Die länglichen Beeren sind klein und weißlicher Farbe.

Die Rebsorte reift ca. 30 Tage nach dem Gutedel und gilt somit als spät reifend. Der Ertrag der Rebsorte ist stark schwankend.
Albanello Bianco ist eine Varietät der Edlen Weinrebe (Vitis vinifera). Sie besitzt zwittrige Blüten und ist somit selbstfruchtend. Beim Weinbau wird der ökonomische Nachteil vermieden, keinen Ertrag liefernde, männliche Pflanzen anbauen zu müssen.